# Protein liên quan đến thụ thể lipoprotein mật độ thấp 8
Protein liên quan đến thụ thể lipoprotein mật độ thấp 8 (LRP8), còn được gọi là thụ thể apolipoprotein E 2 (ApoER2), là một protein được gen LRP8 mã hóa ở người. ApoER2 là một thụ thể bề mặt tế bào thuộc họ thụ thể lipoprotein mật độ thấp. Họ thụ thể này có chức năng truyền tín hiệu và nhập bào các phối tử. Tương tác giữa ApoER2 với reelin, một trong các phối tử của nó, tác động quá trình di cư neuron phôi thai và điện thế hóa dài hạn sau sinh. Thụ thể VLDLR, một thụ thể lipoprotein mật độ thấp khác, cũng tương tác với reelin và cả ApoER2 và thụ thể VLDLR cùng nhau ảnh hưởng đến sự phát triển và chức năng của não. Giảm biểu hiện ApoER2 có liên quan đến một số bệnh thần kinh.

## Cấu trúc
ApoER2 là một protein được cấu thành từ 870 amino acid, được chia thành một vùng liên kết phối tử gồm tám vùng liên kết phối tử, một vùng giống EGF chứa ba đoạn lặp giàu cystein, một vùng glycosyl hóa liên kết O gồm 89 amino acid, một vùng xuyên màng gồm 24 amino acid và một vùng tế bào chất gồm 115 amino acid với một mô típ NPXY.

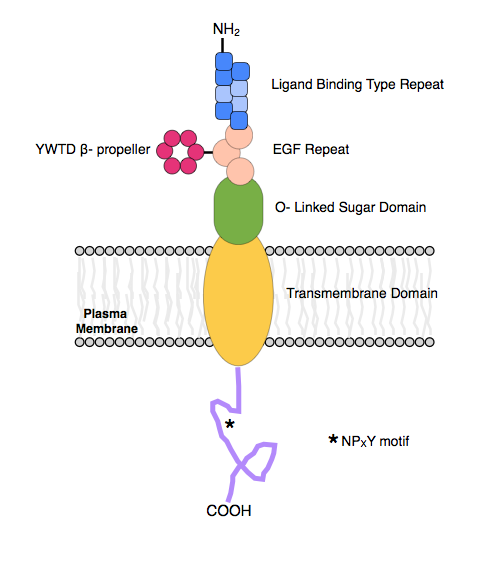
Cấu trúc APOER2 (từ ngoại bào vào nội bào): một đoạn lặp liên kết phối tử, một đoạn lặp EGF, một cánh quạt YWTD-β, một vùng đường liên kết O, một vùng xuyên màng và một đuôi tế bào chất với một mô típ NPxY.

Mỗi chữ cái trong mô típ NPXY là một loại amino acid nhất định: N là arginin, P là prolin, X là một amino acid bất kỳ và Y là tyrosin.

### Đuôi tế bào chất
Tất cả các protein thuộc họ thụ thể LDL đều có đuôi tế bào chất có ít nhất một mô típ NPXY. Mô típ này rất quan trọng trong việc liên kết các protein tiếp hợp nội bào và quá trình nhập bào. Khác với hầu hết các thụ thể LDL khác, ApoER2 có một đoạn xen 59 amino acid giàu prolin ở đuôi tế bào chất do exon 19 mã hóa được cắt nối chuyển đổi, cho phép ApoER2 tương tác với protein mà những thụ thể LDL khác không thể tương tác, ví dụ như protein tiếp hợp PSD-95, các thụ thể NMDA trong quá trình điện thế hóa dài hạn và JIP-2, một liên kết đặc hiệu quan trọng trong đường truyền tín hiệu JNK. Có giả thuyết rằng đoạn xen này làm giảm chức năng nhập bào lipoprotein của ApoER2 bằng cách phá vỡ mô típ NPXY.

## Chức năng

### Đường truyền tín hiệu Reelin/Dab1
ApoER2 tham gia đường truyền tín hiệu reelin, ảnh hưởng đến sự phát triển của não và chức năng sau sinh của não. Đường truyền tín hiệu này ảnh hưởng cụ thể đến sự di cư tế bào vỏ đại não và điện thế hóa dài hạn.

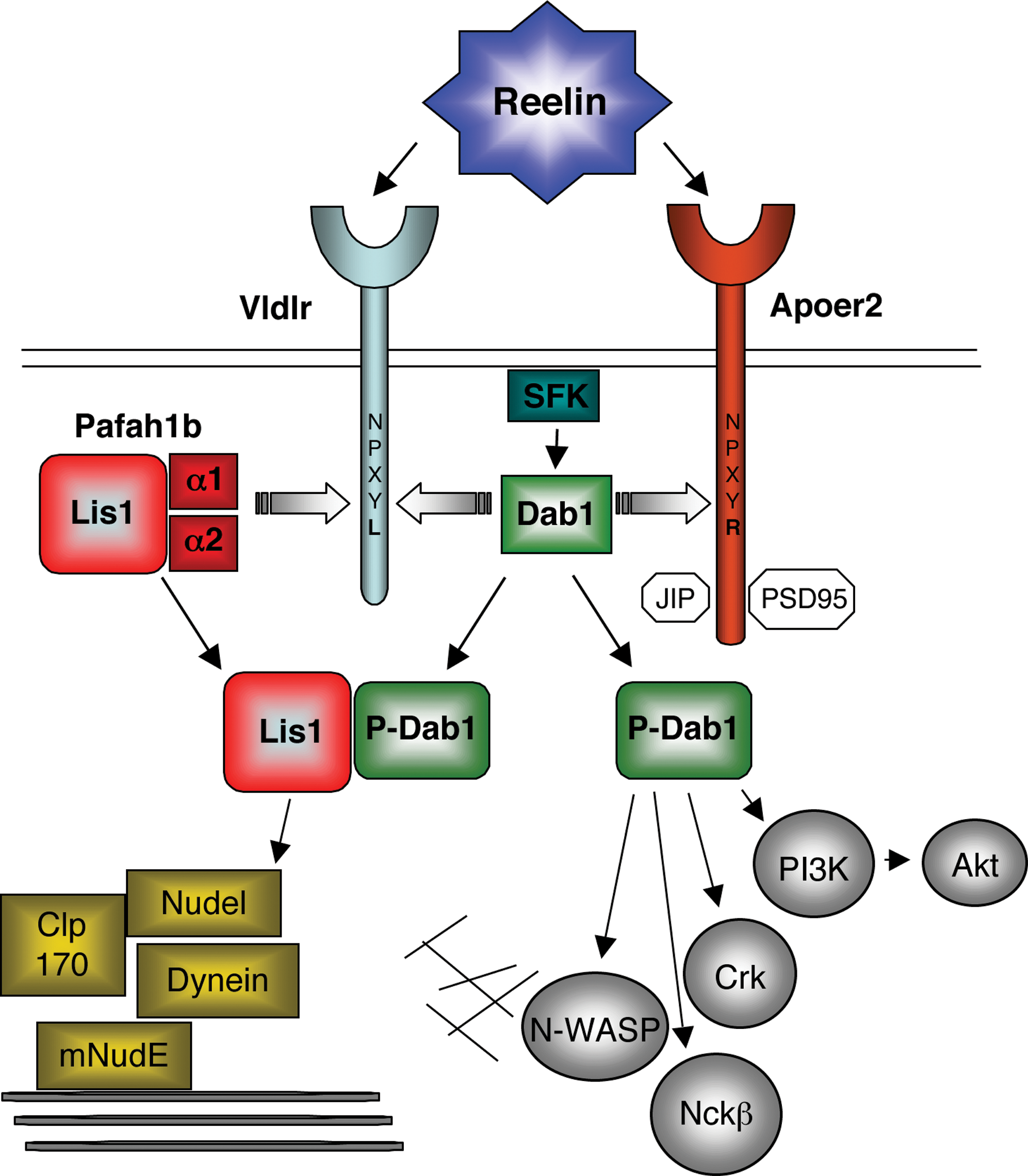
Đường truyền tín hiệu reelin bắt đầu khi Dab1 được phosphoryl hóa, tạo ra sự truyền tín hiệu liên tầng xuôi dòng kích hoạt nhiều kinase bao gồm PI3K.

#### Di cư tế bào vỏ đại não
Trong quá trình phát triển, reelin được các tế bào Cajal-Retzius tiết ra, liên kết với ApoER2 và thụ thể VLDL trên các neuron di cư. Một lysin cụ thể trên reelin liên kết với đoạn lặp đầu tiên trên vùng liên kết phối tử của ApoER2. Sự tương tác giữa reelin và ApoER2 và thụ thể VLDL kích hoạt các quá trình nội bào bắt đầu bằng sự phosphoryl hóa Dab1. Dab1 liên kết với các mô típ NPXY trên đuôi nội bào của ApoER2 và thụ thể VLDL và được hai tyrosine kinase là Fyn và Src phosphoryl hóa, sau đó kích hoạt tiếp hai kinase này và những kinase khác, bao gồm phosphatidylinositol-3-kinase (PI3K). PI3K ức chế sự phosphoryl hóa của glycogen synthase kinase 3 beta (GSK3B), một kinase tau, làm thay đổi hoạt động của protein tau, một loại protein tham gia vào quá trình ổn định vi ống. Sự thay đổi này cùng với sự kích hoạt của những đường truyền khác làm cho tế bào vỏ đại não sắp xếp lại bộ xương tế bào cho quá trình di cư.
Trong quá trình di cư neuron qua vỏ đại não, các neuron non di chuyển từ trong ra ngoài qua các neuron già đến đúng vị trí. Nghiên cứu trên chuột Reeler cho thấy việc bất hoạt gen reeler gây sự di cư neuron bất thường và ngăn các neuron non di cư qua các neuron già. Các kiểu gen đột biến thụ thể VLDL−apoER2− và dab1− cũng cho thấy kiểu hình bất thường như vậy, cho thấy sự quan trọng của đường truyền tín hiệu Reelin/Dab1 trong quá trình di cư tế bào vỏ đại não của phôi đang phát triển.

#### Điện thế hóa dài hạn
Reelin được các neuron trung gian gamma-aminobutyric acid-ergic tiết ra ở vỏ đại não và hồi hải mã sau khi phát triển. Reelin liên kết với ApoER2 trong hồi hải mã và kích hoạt thụ thể NMDA để tiến hành điện thế hóa dài hạn, một cơ chế tăng cường dẫn truyền thần kinh giữa hai neuron. Sự tăng khả biến synap trong đến quá trình điện thế hóa dài hạn là cần thiết để phát triển trí nhớ và học tập không gian. Nghiên cứu trên chuột cho thấy việc giảm biểu hiện ApoER2 làm suy giảm khả năng học không gian, khả năng học có điều kiện sợ hãi và tác động nhẹ hồi hải mã.
Ở hồi hải mã, ApoER2 liên kết với thụ thể NMDA thông qua protein tiếp hợp PSD-95. Khi reelin liên kết với ApoER2, reelin bắt đầu quá trình phosphoryl hóa tyrosin của thụ thể NMDA bằng cách kích hoạt Dab-1 thông qua kinase họ Src, được chứng minh là tham gia điều chỉnh khả biến synap. Thụ thể VLDL cũng hoạt động như một thụ thể liên kết với ApoER2 nhưng vai trò của nó vẫn chưa được xác định. ApoER2 tác động quá trình điện thế hóa dài hạn, chủ yếu bằng cách liên kết với protein tiếp hợp PSD-95 thông qua đoạn chèn 59 amino acid trên đuôi tế bào chất. Nghiên cứu trên chuột cho thấy việc bất hoạt ApoER2 hoặc chỉ exon 19 làm suy giảm điện thế hóa dài hạn lớn hơn nhiều so với việc bất hoạt thụ thể VLDL.

## Tương tác với những protein khác

### Apolipoprotein E
Apolipoprotein E (ApoE) tham gia cân bằng nội môi phospholipid và cholesterol. Sau khi liên kết với ApoER2, ApoE được đưa vào tế bào và có thể lưu lại trong không gian nội bào, được vận chuyển đến bề mặt tế bào hoặc bị phân hủy. ApoE liên kết với ApoER2 khiến cho gamma secretase trong màng sinh chất phân cắt ApoER2 thành các protein được tế bào tiết ra. Có giả thuyết rằng ApoE là phối tử giúp ApoER2 điều chỉnh đường truyền tín hiệu JNK.

### FE65
FE65 là một protein nội bào liên kết với mô típ NPXY của ApoER2, giúp liên kết ApoER2 với các protein khác, ví dụ như protein tiền chất tinh bột. FE65 giúp tế bào di cư và việc bất hoạt FE65 có liên quan đến chứng não phẳng.

### JIP1 và JIP2
JIP1 và JIP2 tham gia vào đường truyền tín hiệu JNK và tương tác với exon 19 của ApoER2. JIP2 tương tác với exon 19 của ApoER2 tại vùng tương tác phosphotyrosin, khiến các nhà nghiên cứu đưa ra giả thuyết rằng ApoER2 tương tác trên bề mặt tế bào.

### Selenoprotein P
Selenoprotein P vận chuyển nguyên tố vi lượng seleni từ gan đến tinh hoàn và não và liên kết với ApoER2 ở những cơ quan này. ApoER2 có chức năng nội hóa selenoprotein P để duy trì mức seleni bình thường trong những tế bào này. Tinh hoàn cần seleni để sản xuất tinh trùng bình thường. Việc bất hoạt ApoER2 hoặc selenoprotein P làm giảm khả năng sản xuất tinh trùng và khả năng sinh sản của chuột thí nghiệm. Trong não, sự thiếu hụt seleni và cơ chế hấp thụ seleni dẫn đến tổn thương não.

### Thrombospondin và F-spondin
Thrombospondin là một họ protein trong chất nền ngoại bào cạnh tranh với reelin để liên kết với ApoER2. Thrombospondin tham gia vào quá trình giao tiếp tế bào, sự di cư neuron và kích hoạt Dab1. F-spondin là một protein được tế bào tiết ra, liên kết với ApoER2 và dẫn đến sự phosphoryl hóa Dab1.

## Ý nghĩa lâm sàng

### Bệnh Alzheimer
Bệnh Alzheimer là bệnh suy giảm trí nhớ phổ biến nhất và các nghiên cứu đã cho thấy việc thay đổi các đường truyền liên quan đến ApoER2 có thể dẫn đến bệnh Alzheimer. Một số alen của các gen như ApoE, APP, PSEN1 và PSEN2 có thể dẫn đến bẩm chất dễ mắc bệnh Alzheimer. Những bệnh nhân mắc bệnh Alzheimer có sự giảm biểu hiện ApoER2, nguyên nhân là gamma secretase phân cắt ApoER2 và APP, tạo thành các protein kiểm soát các yếu tố phiên mã, làm tăng biểu hiện protein tau. Rối loạn chức năng bậc do biểu hiện gen bị thay đổi có thể liên quan đến bệnh Alzheimer.
Sự hiện diện của các mảng protein beta amyloid (Aβ) trong không gian ngoại bào của neuron là một trong những dấu hiệu đặc trưng của bệnh Alzheimer. Tuy nhiên, vai trò của ApoER2 vẫn chưa được xác định. Nghiên cứu mới cho thấy ApoER2 tham gia điều hòa sự hình thành Aβ trong não. ApoER2 làm giảm quá trình nhập bào APP, dẫn đến tăng sản xuất Aβ. Ngoài ra, ApoER2 trong các khoang nội bào làm tăng hoạt động của gamma secretase, một protease có chức năng phân cắt APP thành Aβ.
Các biến thể cắt nối của ApoER2 có thể hoạt động như một thụ thể cho alpha-2-macroglobulin để giúp thanh thải phức hợp alpha-2-macroglobulin/proteinase. Alpha-2-macroglobulin là một chất ức chế protease có thể tác động quá trình khả biến synap, cân bằng hoạt động phân giải protein và ức chế phân giải protein. Nghiên cứu cho thấy các mảng bám thần kinh ở nhiều bệnh nhân Alzheimer có nhiều alpha-2-macroglobulin, được phát hiện bằng cách phân lập protein mã hóa DNA bổ sung liên kết vói Aβ, cho thấy có mối liên hệ giữa alpha-2-macroglobulin và ApoER2 với bệnh Alzheimer.
Sự tương tác giữa ApoER2 và reelin và ApoE có liên quan đến bệnh Alzheimer. ApoER2 liên kết với reelin kích hoạt chuỗi tín hiệu điều chỉnh chức năng của thụ thể NMDA. ApoE cạnh tranh với reelin trong việc liên kết với ApoER2 làm suy yếu tín hiệu reelin, dẫn đến suy giảm khả biến của neuron và làm tăng phosphoryl hóa protein tau. Protein tau bị tăng phosphoryl hóa làm mất ổn định vi ống trong hệ thần kinh trung ương, tạo ra các đám rối sợi thần kinh, là dấu hiệu sinh học của bệnh Alzheimer.

### Hội chứng kháng phospholipid
Hội chứng kháng phospholipid là một bệnh tự miễn với triệu chứng đặc trưng là huyết khối và biến chứng trong thai kỳ, thường dẫn đến tử vong thai nhi. Hội chứng này phát sinh từ kháng thể chống phospholipid anion và β2-glycoprotein I (β2GPI), là loại kháng thể phổ biến nhất gây ra các triệu chứng. Khi β2GPI liên kết với kháng thể, β2GPI bắt đầu tương tác với các bạch cầu đơn nhân, tế bào nội mô và tiểu cầu. Có giả thuyết rằng ApoER2 giúp β2GPI liên kết với tiểu cầu, cụ thể là ApoER2 trên tiểu cầu tương tác với phức hợp kháng thể/β2GPI thông qua vị trí liên kết thích hợp của β2GPI, làm phosphoryl hóa p38MAPkinase, dẫn đến sản xuất thromboxane A2. Thromboxane A2 có chức năng kích hoạt tiểu cầu, làm tăng nguy cơ hình thành cục máu đông. Ngoài ra còn có giả thuyết rằng phức hợp kháng thể/β2GPI làm những loại tế bào khác mẫn cảm thông qua những thụ thể LDL, gây ra những triệu chứng khác ngoài huyết khối.

### Ung thư
ApoER2 làm cho ung thư kháng chết tế bào theo chương trình phụ thuộc vào sắt. Việc mất ApoER2 làm giảm mức độ seleni, khiến cho việc dịch mã GPX4 không thành công, là một selenoprotein điều hòa chết tế bào theo chương trình phụ thuộc vào sắt.

### Trầm cảm
Rối loạn trầm cảm là rối loạn tâm thần phổ biến nhất với các triệu chứng như lòng tự trọng thấp và mất hứng thú. Giảm biểu hiện ApoER2 trong lympho bào máu ngoại vi có thể góp phần gây ra rối loạn trầm cảm ở một số bệnh nhân. Kết quả nghiên cứu cho thấy mức độ RNA thông tin của ApoER2 của bệnh nhân thấp hơn bình thường, có thể là do sự thay đổi phiên mã ở lympho bào. Tuy nhiên, mức độ ApoER2 thấp dường như không tương quan với mức độ nghiêm trọng hoặc thời gian mắc bệnh mà chỉ là một tính trạng đặc trưng để chẩn đoán. Tác động của mức độ RNA thông tin ApoER2 thấp đối với rối loạn trầm cảm vẫn chưa được xác định.